# Platypalpus spinosus
Platypalpus spinosus är en tvåvingeart som beskrevs av Axel Leonard Melander 1927. Platypalpus spinosus ingår i släktet Platypalpus och familjen puckeldansflugor.
Artens utbredningsområde är Kalifornien. Inga underarter finns listade i Catalogue of Life.